# Harald Lieb

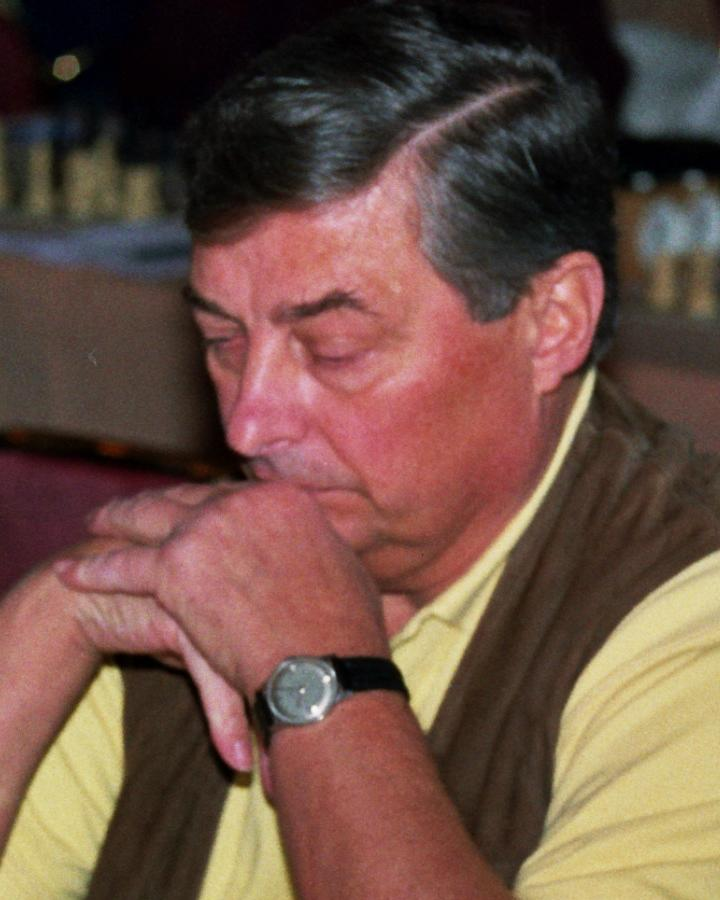
Harald Lieb, Schachweltmeisterschaft der Senioren 1995 in Bad Liebenzell, Photo von Gerhard Hund.

Harald Lieb (* 25. Dezember 1934 in Berlin; † 7. Februar 2015 in Berlin) war ein deutscher Schachspieler, mehrfacher West-Berliner Schachmeister und FIDE-Meister.

## Leben
Harald Lieb wurde in Berlin-Wedding geboren. Das Schachspielen lernte er wie sein Bruder von seinem Vater, der 1944 an der Ostfront fiel. 1954 wurde er Berliner Jugendmeister im Schach. Auch in der Leichtathletik war er erfolgreich und wurde Berliner Meister im Zehnkampf, Weitsprung und Dreisprung. Nach dem Studium an der FU Berlin arbeitete er anderthalb Jahre an der Technischen Hochschule in Aachen. Von 1967 bis zur Pensionierung 1994 unterrichtete Harald Lieb Sport und Chemie am Rückert-Gymnasium in Berlin-Schöneberg und bildete Sportreferendare aus. Er war verheiratet und hat vier Töchter.

## Schach
1960/1961 gehörte er dem Landesschachverband NRW an (Aachener SV 1856). 1961 wurde er Meister von NRW. Schnell entwickelte sich Lieb zum gefürchteten Blitzspieler.
Bei der 55. Deutsche Schacheinzelmeisterschaft 1974 in Menden, an der auch die späteren Präsidenten des Deutschen Schachbundes Egon Ditt und Herbert Bastian teilnahmen, holte er mehr als 50 Prozent. Bei der nationalen Deutschen Schach-Einzelmeisterschaft in Bad Neuenahr 1978 wurde er Dritter. 1979 nahm er an der Internationalen Deutschen Meisterschaft in München teil und besiegte sensationell Boris Spasski, seinen renommiertesten Gegner, der das Großmeisterturnier am Ende gewann.

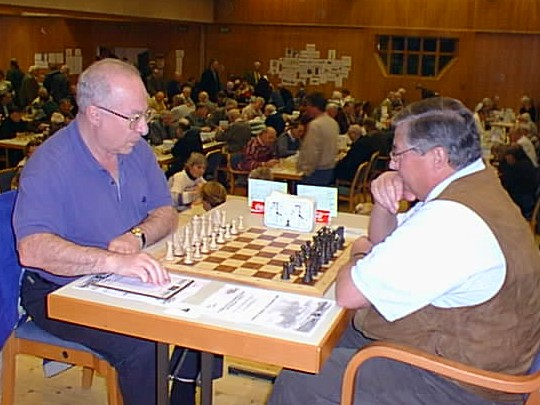
Anatoly Lein – Harald Lieb, Schachweltmeisterschaft der Senioren 1998 in Grieskirchen

Zwischen 1963 und 1981 war Harald Lieb sieben Mal West-Berliner Schach-Meister und galt als Berliner Schachlegende der 1960er und 1970er Jahre.
Harald Lieb spielte viele Jahre in der deutschen Schachbundesliga: In der Saison 1980/81 holte er 6,5 Punkte aus 15 Partien für den SV Wilmersdorf am ersten Brett vor Rudolf Teschner. Danach spielte Lieb 1985/86, 1987/88, 1989/90, 1993/94 und 2005/06 für den SK Zehlendorf.
Harald Lieb nahm an mehreren Weltmeisterschaften der Senioren teil, wie 1996 in Bad Liebenzell (Schwarzwald) und 1998 in Grieskirchen (Österreich).
Der Weltschachverband verlieh ihm 1992 den Titel FIDE-Meister. Seine höchste Elo-Zahl war 2341 in der zweiten Jahreshälfte 2003.
Lieb war mehr als 60 Jahre Mitglied im SK Zehlendorf.